# فرودگاه میپل
فرودگاه میپل (به انگلیسی: Maple Airport) یک فرودگاه تعطیل است که یک باند فرود آسفالت دارد و طول باند آن ۱۱۰۰ متر است. این فرودگاه در کشور کانادا قرار دارد .